# Bulbothrix yunnana
Bulbothrix yunnana är en lavart som beskrevs av Sheng L. Wang, J. B. Chen & Elix. Bulbothrix yunnana ingår i släktet Bulbothrix och familjen Parmeliaceae.   Inga underarter finns listade i Catalogue of Life.